# Ferial Haffajee
Ferial Haffajee (née le 20 février 1967) est une journaliste sud-africaine, successivement rédactrice en chef du journal Financial Mail, du Mail and Guardian (2004-2009), de City Press (juillet 2009 à juillet 2016), du HuffPost Afrique du Sud (2016-2018) puis rédactrice en chef adjoint au Daily Maverick.

## Origines et études
D'origine indienne et de religion musulmane, fille d'Ahmed et Ayesha Haffajee, Ferial Haffajee a grandi à Bosmont, un township coloured de Johannesburg, a étudié à l'Université du Witwatersrand et a obtenu en 1989 un baccalauréat ès arts.

## Carrière
Après avoir obtenu son diplôme, Ferial travaille pour le Weekly Mail comme journaliste stagiaire durant deux ans puis en 1991, entre à la South African Broadcasting Corporation où elle travaille jusqu'en 1994 comme journaliste de télévision. 
En 1994, elle rejoint le magazine Financial Mail où elle est responsable de la rubrique politique et en devient rédactrice en chef en 1997, la première femme non blanche à un tel poste. 
En 2003, elle rejoint le Mail and Guardian (ex-Weekly Mail) en tant que rédactrice en chef adjointe et est finalement promue rédactrice en chef en 2004, deux ans après que le journal ait été acquis par l'éditeur zimbabwéen Trevor Ncube. En 2006, Haffajee est menacée, après avoir republié des caricatures controversées dépeignant le prophète Mahomet. 
En 2009, elle devient rédactrice en chef de City Press. En 2012, elle publie des caricatures satiriques de Jacob Zuma qui lui valent en réponse de vives critiques et des menaces contre elle-même et son personnel. Un ministre du gouvernement appelle au boycott du journal s'il ne supprimait pas l'image de son site Web. Pour apaiser la situation, Haffajee supprime l'image, mais ce faisant est critiquée dans d'autres milieux pour l'avoir fait. Après réflexion, elle regrettera de s'être soumise à la menace des partisans du Zuma et se décriera comme une «intégriste de la liberté d'expression».
En octobre 2013, Haffajee est accusée d'arrogance et de racisme par des journalistes noirs de sa rédaction parce qu'elle n'aurait pas assez diversifiée sa salle de rédaction qui compte pourtant alors 8 journalistes dont 5 noirs, 3 blancs, 4 femmes et 4 hommes. En retour, elle répond que ses détracteurs, qui l'accusent aussi de ne pas traiter l'opposition aussi mal qu'elle ne traite Jacob Zuma, sont eux-mêmes des racistes. Ils portent alors plainte contre Haffajee qui finalement retire son commentaire et s'excuse,.
En 2015, elle publie What If There were No Whites in South Africa ? dans lequel elle examine l'histoire et le présent de l'Afrique du Sud à la lumière d'une question provocante : Et s'il n'y avait pas eu de Blancs en Afrique du Sud ? les noirs auraient ils été plus riche voire moins pauvres grâce à une meilleure redistribution des richesses (elle en conclut que non). Le livre sort l'année où le mouvement Rhodes must fall soit parvenu à faire déboulonner la statue de Cecil Rhodes à l'université du Cap, remette en cause la symbolique et la culture dominante anglo-saxonne du pays ainsi que le compromis et la transition négociée pour sortir de l'apartheid au début des années 90. Elle y déplore notamment se trouver en décalage avec la nouvelle génération post apartheid qui, estime-t'elle est obsédée par le concept de blanchité, par la dénonciation d'un soi-disant privilège blanc et rejette les compromis obtenus par la génération précédente,,.
Après un bref passage de deux ans au Huffington Post sud-africain, elle rejoint en 2018 le Daily Maverick
.
Julius Malema l'a désignée comme faisant partie d'une coterie de journalistes qui n'admettait pas, selon lui, que l'on puisse critiquer le président Cyril Ramaphosa, la citant au côté de Ranjeni Munusamy, Max du Preez et de quelques autres puis de les invectiver et de les menacer.

## Vie privée
Ferial Haffajee est mariée à Paul Stober, éditorialiste et vice-directeur du Mail and Guardian. 

## Ouvrage
- What If There were No Whites in South Africa ?, Pan Macmillan SA, 2015

## Sources
- Biographie, Briefly
- Biographie